# Resolució 2281 del Consell de Seguretat de les Nacions Unides
La Resolució 2281 del Consell de Seguretat de les Nacions Unides fou adoptada per unanimitat el 26 d'abril de 2016. El Consell va ampliar el mandat de la MINUSCA fins al 31 de juliol de 2016.

## Contingut
El plebiscit sobre les esmenes constitucionals celebrat el 13 de desembre de 2015 va ser pacífic, així com les eleccions parlamentàries i presidencials de desembre de 2015 i febrer i març de 2016. El 30 de març, Faustin-Archange Touadéra va assumir el càrrec de nou president. Això va acabar amb el període de transició al país, i el mandat de la força de pau havia d'adaptar-se a les noves circumstàncies. Per tant, el mandat de MINUSCA es va ampliar per un curt període fins al 31 de juliol de 2016. L'autorització per a les tropes franceses que donaven suport a la força de manteniment de la pau es va ampliar fins a la mateixa data.